# Hudi László
Hudi László (Budapest, 1960. december 4. –) színházcsináló, színházi rendező, koreográfus, tanár, buddhista tanító.

## Életpályája
1979-ben érettségizett, majd felvették a Budapesti Tanítóképző Főiskolára. Tanulmányait azonban megszakította, mert családjával együtt illegálisan külföldre, Németországba távozott. Egy év után visszatért Magyarországra, és ismét felvételt nyert a Budapesti Tanítóképző Főiskolára. Ugyanebben az évben kezdett színházzal foglalkozni, elkötelezetten dolgozott azért, hogy a független színházi működés polgárjogot nyerjen Magyarországon.
1981-83 között pantomimesként kezdett dolgozott Karsai Jánossal, M. Kecskés Andrással (Corpus Együttes), majd szabadúszóként több kortárs táncformációban részt vett.
1983-ban csoportos koreográfiája első díjat nyert az I. Budapesti Modern Táncversenyen.
1985-től színészként alapítótagja lett a Jeles András által vezetett Monteverdi Birkózókörnek
Előadások
- „24 Haiku” 1985. Kassák Klub, Budapest
- „Szélvihar” 1986. Petőfi Csarnok, Budapest)

1986-tól szintén alapítótagja a Nagy József (Josef Nadj) által vezetett Theatre Jel-nek, amely Franciaországban működött, és a világ (Franciaország, Nagy Britannia, Németország, Svédország, Dánia, Hollandia, Belgium, Spanyolország, Olaszország, Jugoszlávia, Magyarország, Ausztria, Svájc, Lengyelország, Finnország, USA, Ausztrália, stb.) több városában turnézott.
Előadások
- „Pekingi kacsa” 1987.
- „A hét rinocéroszbőr” 1988.
- „Az uralkodó halála” 1989.
- „Commedia tempio”1990.
- „Orfeusz létrái” 1992.
- „Woyzeck” 1993. (kiállítás megnyitó verzió).

Körülbelül 1993-ig élt Franciaországban, majd ismét visszatért Magyarországra.
1994-ben alapította meg saját független társulatát, a Mozgó Ház Társulást. A társulat 3 földrész 17 országának 48 városában lépett fel (például: Berliner Festspiele, Bonni Biennale, Hamburg, Becsi Festwochen, Caracasi Nemzetkozi Fesztival, londoni LIFT, Arhus, Teatro Rizzoli / Cividale del Friuli, Burgos, Philadelphia, Torino, Lille / Villeneuve d’Ascq, Polverigi, Antwerpen de Singel, Gessneralle / Zurich, Schouwgurg / Rotterdamm, Munchen, San Antonio, Rakvere, Kulturwerkstatt-Kaserne / Basel, Brusszel, Frascati / Amsterdam, Groningen, Schauburg / Munster, Freiburg, Philadelphia Fringe Fesztival, EXPONTO / Ljubljana, Praga, International Festival of Youth / Zagrab, MES Szarajevo, Egyetemi Szinpad, MU Szinhaz, Szkene Szinhaz, Trafo, Thealter Szeged. Festspielhaus Hellerau / Drezda, WUK Theater/ Becs, Stadttheater / Landsberg, Bellone Brigittines / Brusszel, Freie Kammerspiele / Magdeburg, teatro della Luna / Polverigi, stb.)
A Mozgó Ház Társulás, a magyar színjátszás történetében először (a Krétakör Színházzal egy időben), 2000-ben és 2001-ben meghívást kapott az Avignoni Fesztiválra, amely ekkor koprodukciós partnerként is részt vett az együttes munkájában.
Rendezései a társulattal
- „Létezik-e Elka paradicsoma?” Bázis demokratikus gyűlés, happening (2012. Trafó)
- „1003 szív, avagy töredékek egy Don Juan-katalógusból” (2001. Trafó/Avignoni Fesztivál)
- „Tragédia-jegyzetek (Az ember tragédiája)” (2000. Trafó/Avignoni Fesztivál)
- „Szépek és Gonoszok” (1999. Trafó)
- „Plan secance dance” (1999. Trafó, művészeti vezető: Hudi László, rendező: Xantus János)
- „Cseresznyéskert” (1998. Trafó)
- „Költözködés” (1997. Miskolci Nemzeti Színház, művészeti vezető: Hudi László, rendező: Ascher Tamás)
- „Beckett-dalok” (1997. MU Színház)
- „Rómeó és Júlia” (1996. MU Színház)
- „Jeanne d’Arc” (1995. Egyetemi Színpad)

Egyéb rendezvények
- „Átszállás” (2002. összművészeti party, Trafó)
- „Natur-Natur” (2001. összművészeti party, Trafó)

2002-től új formációban, H.U.D.I. TÁRSULAT (I. Magyarországi Posztdramatikus Kutatóintézet) néven folytatja a munkát. Rendezései a társulattal:
- „Isten éltessen Hedvig Ekdal! (Ibsen: Vadkacsa)” (2005. Trafó)
- „Kárhozat kertje” (2004. Trafó, zeneszerző: Gryllus Samu)
- „No. 16 473 (Liliom)” (2004. felújítás, MU Színház)
- „Kárhozat zsoltárai” (2003. Millenáris, zeneszerző: Gryllus Samu)
- „No. 16 473 (Liliom)” (2002. Artus Stúdió, Trafó)

Egyéb fontosabb szakmai tisztségek, munkák, projektek
- 2021: Salzburgi Mozarteum doktori programjának tagja
- 2008-2023. Műhely Alapítvány[3] – kuratóriumi tag
- 2021-2022. Budavári Kulturális Nonprofit Kft.[4] – művészeti vezető
- 2021-2023. „Színház és performansz” képzés – alapító, osztály- és szakmai vezető, Freeszfe Egyesület. https://www.freeszfe.hu/szinhaz-es-perfomansz/, valamint https://www.freeszfe.hu/indulo-kepzeseink-2022/
- 2021-2023 Freeszfe Egyesület – alapító tag, a kibővített elnökség tagja, a doktori     program szervezője és koordinátora
- 2020. Freeszfe Egyesület – az „Emergency Exit/EmEx (diploma mentő) program ötletadója és egyik szervezője az SZFE Doktori Iskolájában
- 2020. Erasmus+ szakmai gyakorlat (Projektfabrik, Witten, Németország, hosszú távú munkanélküliek színházi tréningje)
- 2019-2021. Színház- és Filmművészeti Egyetem Doktori Iskola hallgatója
- 2017-2019. Diploma szerzés MA: Károli Gáspár Református Egyetem, színháztudomány
- 1996-2017. Mozgó Ház Alapítvány – kuratórium elnöke, művészeti vezetője, rendezője
- 2015. Kulturális közösségi munkás, Nemzeti Művelődési Intézet, továbbképzés, 120 óra
- 2005-2014. Arcus Temporum Pannonhalmi Művészeti Fesztivál[5] – színházi program, művészeti vezető és szervező, Pannonhalmi Apátság
- 2010-2013. Parkinprogress – nemzetközi rezidens együttműködés, partner szervező. Partnerek: Pepinieres europeennes pour jeunes artistes (Franciaorszag), UK Young Artists Egyesült Királyság), Johan Centrum (Csehország), TransCultures (Belgium), Agence Luxembourgeoise d' Action Culturelle (Luxemburg), ARTos Foundation (Svájc)
- 2013. EU Parlament Kulturális Bizottságának pályázati szakértője, testvértelepülések együttműködésének pályázata
- 2012-2016. Diploma szerzés BA: Tan Kapuja Buddhista Főiskola, vallásbölcselet szakirány
- 2005-2013. Flórián Műhely – alapító, művészeti vezető
- 2006-2013. Befogadó Színházak Társulása – alelnök
- 2009-2010. Előadó-művészeti Tanács – tag
- 2008-2010. Budapesti Színházi Tanács – tag
- 2004-2010. Független Színházak Szövetsége[6] – elnök
- 2008. Nemzeti Színház pályázat (Nemzeti Színház mindenkinek, szerző, Imre Zoltán színháztörténésszel közösen)
- 2006-2008. A Szegedi majd Debreceni Alternatív Színházi Szemle szervezőbizottságának tagja
- 2006-2008. Az Előadó-művészeti Törvényt előkészítő bizottság tagja a független színházak képviseletében
- 2006. Szegedi Alternatív Színházi Szemle válogatója
- 2005. Fővárosi Önkormányzat Színházi Alap kuratóriumának tagja
- 2005. „Inspiráció” Trafó, kuratóriumi tag

Fontosabb pályázati partnerek
Nemzeti Erőforrás Minisztérium (valamint jogelődjei), Nemzeti Kulturális Alap, EU Kultúra Program, EU Leonardo Program, Kaleidoskop Program, Fővárosi Önkormányzat, Nemzeti Civil Alap, Soros Alapítvány
Fontosabb koprodukciós partnerek
Katona József Színház, Orlai Produkció, Parkinprogress 2010-2013., Theorem Program, Avignoni Fesztivál, Berliner Festspiele, LIFT / London, Grand Theater / Groningen, Sophiensaele / Berlin, La Rose des Vents / Villeneuve d’Ascq / Lille, de Singel / Antwerpen, Trafó
Televíziós megjelenés
- 3sat/ARTE – „Tragédia-jegyzetek" (Az ember tragédiája)” 2001., https://www.youtube.com/watch?v=RC6pM6EKTbE

### Egyéb munkái
- 2020. „Érzettér-e valaha” – „Az Ismeretlen kutatása” program (Műhely Alapítvány, művészeti mentor, alkotók: Tóth Eszter/textiltervező, Szász Zsófia/tánc, Dániel Attila/tánc)
- 2019. „Rambo” – „Az Ismeretlen kutatása” program (Műhely Alapítvány, művészeti mentor, alkotók: Szabó János/fotó, Raubinek Lili/tánc, Kelemen Patrik/tánc)
- 2019. „Füst, avagy a színház elfoglalása” (rendező, Figura Stúdió Színház, Gyergyószentmiklós, Artus koprodukció)
- 2019. „Mi-geződjünk” (rendező, Átlátszó Hang Fesztivál, Zeneakadémia, zeneszerző: Megyeri Krisztina)
- 2016. „Optimista est” (szerző, rendező, Trafó, Beckett: „Ó azok a szép napok” alapján, Trafó, Természetes Vészek Kollektíva, Mozgó Ház Alapítvány koprodukció)
- 2014. „A Borbély” (rendező, szerző Imre Zoltánnal közösen, Katona József Színház, Tolnai Ottó: „Végeladás” c. műve alapján, Katona J. Színház, Orlai Produkció, Természetes Vészek Kollektíva, Mozgó Ház Alapítvány koprodukció)
- 2012. „Hangyaboly” (rendező: Dér András, mozgás, rendező munkatársa, Kecskeméti Katona József Színház)
- 2012. „Budaörsi Passió” (rendező: Dér András, látványtervezés, Budaörs)
- 2010. „Láthatatlan ember” (Artus/Goda Gábor Társulata, rendezés)
- 2009. „Budaörsi Passió” (rendező: Dér András, látványtervezés, Budaörs)
- 2007. „Face a face” (Carambol & Theatre, rendezés, Wasserwerk, Zurich, Svájc)
- 2006. „Testek kiállítása” (MU Terminal, rendezés, MU Színház)
- „Budaörsi Passió” (rendező: Dér András, látványtervezés, Budaörs)
- „Lelek pulóver nélkül” (Réti Anna, munkatárs, Trafó)
- 2005. „Pára-Tok” (Szűcs Edit kosztümtervező bemutatója, rendezés, MU Színház)
- 2004. „Rómeó és Júlia” (workshop és rendezés, Londoni Nemzeti Színház Stúdió, zártkörű előadás)
- 2003. „Menyasszony” (Ladnyánszki Márta koreográfus, rendezés, Trafó)
- 1997. „Filao” (Les Colporteurs, cirkusz, rendezés, La Ferme du Buisson, Franciaország)
- (Turné – 1998. Centre Andalou de Theatre, Sevilla, Maison de la Culture, Amiens, Festival Le Printemps des Comediens, Montpellier, Le Manege, Maubeuge, Parc de la Villette, Parizs, Ville Nouvelle Culture, Villefontaine, Bonlieu Scene National, Annecy, La Comedie, Valence, La Manufacture, Mulhouse, Le Maillon, Strasbourg, 1999. Le Granit, Belfort, Le Carreau, Forbach, Espace Malraux, Chambery, La Coursive, La Rochelle, Le Theatre, Cherbourg, La Halle aux Grains, Blois, Theatre, Bourg en Bresse, Le Cargo, Grenoble, No Donau Festival, Becs, Temporaire, Berlin, Festival SFINKS, Anvers, Nexon Festival, Massalia Theatre de Marionettes, Marseille, Spoleto Festival, Charleston, USA, Museum of Arts, Raleigh, USA, Lincoln Center Festival, New York, USA)
- 1996. „Három nővér” (kisjátékfilm, rendezés, Hartyándi Jenővel közösen, Mediwave Fesztivál)
- 1994. „Amore captus” (Les Colporteurs, cirkusz-színház, rendezés, Theatre National de Rennes, Franciaország) Turné: 1994-1997, a világ számos városában.
- 1993. „Barkaszoló" – Barkasz-balett társulat (rendező-színész, Egyetemi Színpad)
- 1993. „Kiss Vakond” (nagyjátékfilm, rendező: Szőke András, szinész és munkatárs)

### Oktatás, workshopok
- 2021-2023 „Színház és performansz” képzés – alapító, osztály- és szakmai vezető a Freeszfe Egyesület adminisztratív keretei között. A képzést évente fesztivál zárta, a Tokio Sunrise Fesztivál. A hallgatók mentorált és elkészült projektjeit lásd itt, valamint itt.
- 2020. Performance kurzus, SZFE színházrendező V. évfolyam
- 2020. „Érzettér-e valaha” – „Az Ismeretlen kutatása” program, Műhely Alapítvány, művészeti mentor, alkotók: Tóth Eszter/textiltervező, Szász Zsófia/tánc, Dániel Attila/tánc
- 2019. „Rambo” – „Az Ismeretlen kutatása” program, Műhely Alapítvány, művészeti mentor, alkotók: Szabó János/fotó, Raubinek Lili/tánc, Kelemen Patrik/tánc
- 2017. Workshop – posztdramatikus gyakorlat / Kaposvári Egyetem, harmadéves színész osztály
- 2016. Színházi gyakorlatok / Mozgó Ház Alapítvány
- 2015. Színházi gyakorlatok / Mozgó Ház Alapítvány
- 2015. Hodworks / hang és mozgás workshop
- 2006. MU Terminal
- 2005. Budapest Tánciskola
- 2004. Londoni Nemzeti Színház Stúdió
- 2003. Kárhozat projekt, Millenáris

### Publikációk
- 2022. „Az együttműködés utópiája”. – Szinhaz.net[8]
- 2020. „Önkéntes trendőrség” – nyilvános beszélgetés (Óbudai Kulturális, Turisztikai és Információs Pont, Bárdos Deák Ágnes, Para Kovács Imre, 2020.11.05.), https://esernyos.hu/program/onkentes-trendor seg-3/
- 2020. „Őrségben”, interjú – Óbudai Anziksz, 2020, ősz/tél (készítette: Bárdos Deák Ágnes), https://www.yumpu.com/hu/document/read/65134359/obudai-anziksz-2020-osz-tel
- 2020. „Független színházi kutatás 2009-2018.” – Átfogó kutatás a független színházak finanszírozásáról a jelzett időszakban. (szerzőtárs, Független Előadó-művészeti Szövetség, szerzőtársak: Dr Deres Kornélia, Málics Veronika, Németh Gábor Dávid, Dr. Rihay-Kovács Zita), https://www.fuggetlenszinhazikutatas.com/
- 2020. „A felelősségről” – Színház Online, szerző, https://szinhaz.online/a-felelossegrol-hudi-laszlo-sorai-az-szfe-ugye-kapcsan/
- 2020. „Határátlépések” – Prae.hu, interjú, Németh Gábor Dávid, https://www.prae.hu/article/11667-hataratlepesek/
- 2020. „Kutyaszorítóban” – Színház Online, (2020.09.22.), https://szinhaz.online/hudi-laszlo-irasa-szfe/
- 2018. „Struktúra és erőszak a színházban”, in: „Színház és társadalom”, szerk: Deres Kornélia, Herczog Noémi, Jak+Prae.hu, Budapest, https://www.academia.edu/37932823/Sz%C3%ADnh%C3%A1z_%C3%A9s_t%C3%A1rsadalom_Theatre_and_Society_ed_Korn%C3%A9lia_Deres_No%C3%A9mi_Herczog
- 2012. „A bálvány ledöntése” A Sozietas Raffaelo Sanzio, Romeo Castellucci előadása a Trafóban („Az arc fogalma isten fiában”) – Pannonhalmi Szemle, http://www.phszemle.hu/docstore/file/316/21.html, file:///C:/Users/User/Downloads/10_Figyelo%20(1).pdf
- 2008. „A független színházak a számok tükrében”, AFSZSZ/BESZT
- 2008. „Nemzeti Színház mindenkinek, Nemzeti Színház-pályázat” – Színház, szerzőtárs (Imre Zoltánnal közösen) https://szinhaz.net/wp-content/uploads/pdf/2008_03.pdf
- 2007. „Javaslat egy regisztrációs rendszer bevezetésére a kortárs színház és tánc területén” BESZT – AFSZSZ, szerzőtárs, szerkesztő, szakmai háttéranyag
- 2001. „A néző és a színház” – Lettre, http://epa.oszk.hu/00000/00012/00027/, http://epa.oszk.hu/00000/00012/00027/hudi.htm
- 1995. „Herzlichwillkommen : kései elmélkedés Pina Bausch vendégjátéka nyomán” – Színház, https://epa.oszk.hu/03000/03040/00339/pdf/EPA03040_szinhaz_1995_07_038-040.pdf

## Díjai
- Táncművészetért díj (Magyar Táncművészek Szövetsége, 2010.)
- Európai Fesztiválok díja (2003.)
- Bezerédj-díj (2002.)
- San Antonio Fesztivál legjobb rendezés, előadás, díszlet díja (2001. „Cseresznyéskert”)
- Szarajevói Színházi Fesztivál – legjobb előadás díja (1998. „Cseresznyéskert”)
- Újvidéki Színházi Fesztivál – legjobb előadás díja (1995. „Jeanne d’Arc”)
- I. Budapesti Modern Táncverseny – első díj (1983. koreográfia)